# Gerd H. Pelletier
Gerd H. Pelletier (* 1. Juni 1935 in Köln) ist ein deutscher Journalist.

## Leben
Gerd H. Pelletier ist der Sohn des Unternehmers Walter Pelletier.
Nach dem Studium der Anglistik, Publizistik des Marxismus sowie des Völkerrechts von 1955 bis 1958 (Universität Münster und FU Berlin) war er in den 1960er Jahren kurzzeitig Zeitschriftenredakteur (1958–1960) und freier Mitarbeiter im Fernsehen.
Von 1971 bis 1974 arbeitete Pelletier als Auslandsredakteur des WDR-Fernsehens, von 1974 bis 1978 als Auslandskorrespondent im ARD-Studio Washington.
Diverse Tätigkeiten für die ARD führten ihn nach Japan und Korea (1982–1988; Fernost-Korrespondent und Studioleiter deutsches Fernsehen) und in das ARD-Fernsehstudio Bonn (1978–1982 und wieder von 1989 bis 1995).
Von 1995 bis 2000 leitete Pelletier schließlich das ARD-Studio in Brüssel.